# بیبلیسهایم
بیبلیسهایم (به فرانسوی: Biblisheim) یک کمون در فرانسه با جمعیت ۳۶۰ نفر است که در Canton of Wœrth واقع شده‌است.